# Zielony Bór (Polska)
Zielony Bór – kolonia w Polsce położona w województwie lubuskim, w powiecie słubickim, w gminie Rzepin, powstała 1 stycznia 2003. Miejscowość wchodzi w skład sołectwa Gajec.

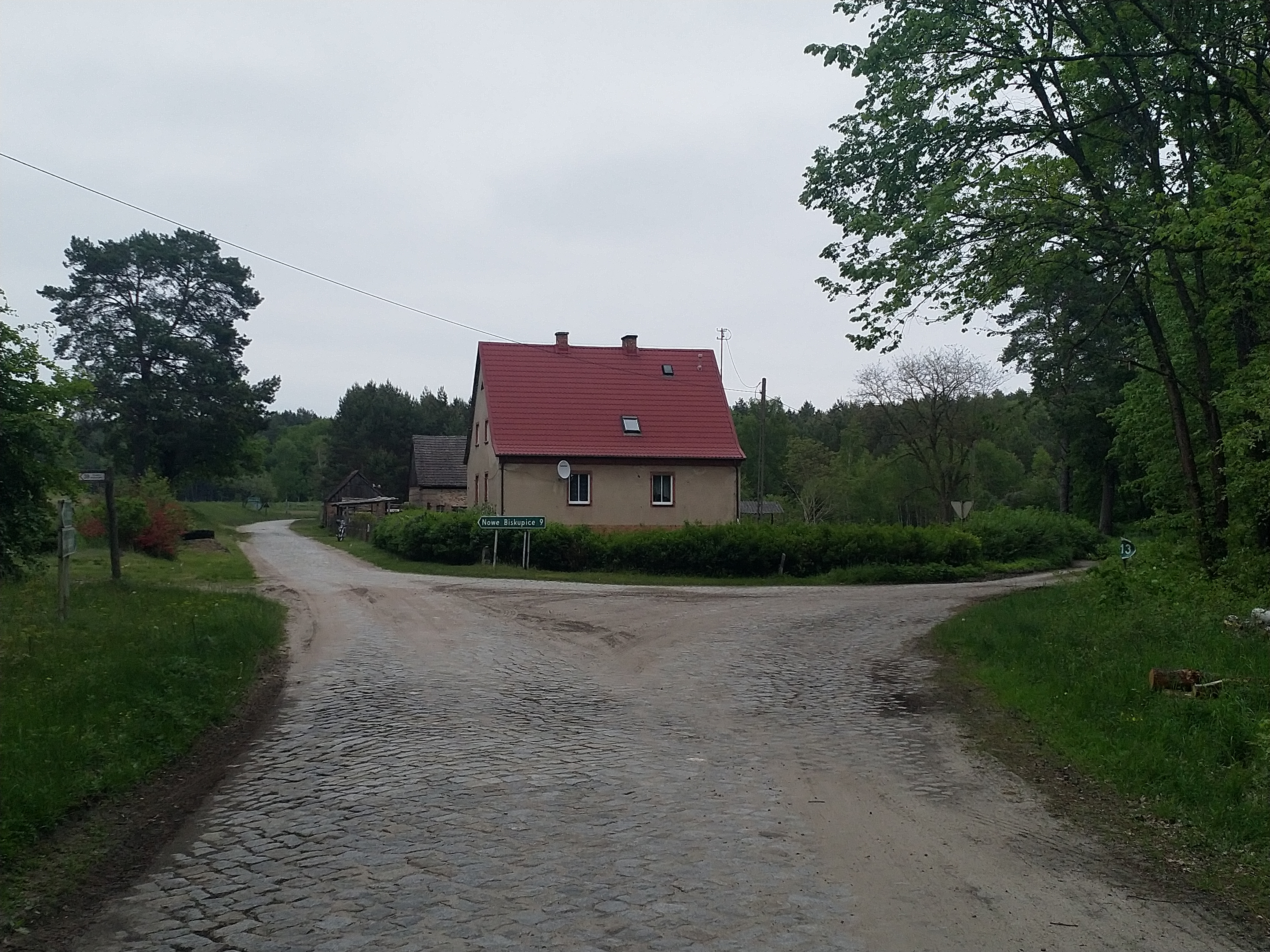
Główna część kolonii ze skrzyżowaniem drogi

Kolonia położona jest przy drodze lokalnej Zielony Bór – Nowe Biskupice, w pobliżu drogi krajowej nr 29 Słubice – Cybinka – Krosno Odrzańskie – Zielona Góra.